# Тип 98 (гранатомёт)
Тип 98 (PF-98) — 120-мм ручной противотанковый гранатомёт, разработанный компанией Norinco для Народно-освободительной армии Китая в качестве замены безоткатных орудий Тип 65 и Тип 78. Также известен под прозвищем «Пчелиная королева». Может быть оснащён системой управления огнём, которая может рассчитывать и корректировать падение боеприпаса до его запуска.

## Разработка
НОАК начала поиск замены безоткатному орудию Тип 78 в 1990-х годах. Тип 98 был представлен в гарнизонном подразделении Макао в 1999 году, а некоторые элитные подразделения начали получать это оружие после 2000 года.
Конструкция обеспечивает точную стрельбу 120-мм многоцелевыми осколочно-фугасными или кумулятивными боеприпасами с незначительной возможной отдачей. Оружие может стрелять с треноги или с плеча.

## Конструкция

### Пусковая установка
Многоразовая пусковая установка PF-98 представляет собой гладкоствольное орудие, обтянутое стекловолокном, весом менее 10 кг. Доступны два варианта: для батальона и для роты. Оба варианта имеют одну и ту же пусковую установку и боеприпасы. Разница заключается в прицельной системе и креплении для треноги. Оба варианта PF-98 оснащены фирменной направляющей, на которую можно установить систему управления огнём, дневные или ночные прицелы. Версия для батальона оснащена системой управления огнём, ночным прицелом средней дальности и большой треногой. Тренога батальонной версии допускает угол возвышения от +30° до −6° и горизонтальный поворот до 360°. Ротная версия имеет дневной и ночной прицелы и небольшую фиксированную треногу для поддержки пусковой установки в положении лежа. Оружием может управлять один солдат или расчёт из двух человек. Аксессуары взаимозаменяемы.
PF-98А — усовершенствованный вариант PF-98, принятый на вооружение в 2006 году. Пусковая труба, тренога и ручка для переноски модифицированы с целью уменьшения веса. Новая пусковая установка весит 7 кг. Также оснащён улучшенным прицелом ночного видения и системами управления огнем. Пусковую установку PF-98А можно отличить от предшественницы по передним и задним амортизаторам восьмиугольной формы, предотвращающим скатывание пусковой установки по неровным поверхностям.
НОАК развернула PF-98 в ротных и батальонных подразделениях для непосредственной огневой поддержки пехоты с периодическими улучшениями, такими как новые СУО, более лёгкие пусковые трубы и программируемые боеприпасы. С момента размещения более совершенных ракет в ротных и батальонных подразделениях, пусковые установки PF-98 были переданы пехотным отделениям нижних эшелонов. В конце 2018 года лёгкий вариант PF-98A был принят на вооружение на уровне отделений.

### Прицелы
Для PF-98 доступны три типа прицельных систем: системы управления огнём (СУО), оптические прицелы дневного (4х) и ночного видения. Батальонная версия PF-98 оснащена системой управления огнём и прицелом ночного видения, а ротная версия — оптическим прицелом дневного и ночного видения. Для вариантов PF-98А доступна интегрированная система управления огнём/ночного видения.

#### Системы управления огнём
СУО батальонного варианта PF-98 состоит из оптического прицела Y/MK/PF-98(Y)-120 (4х), включающего в себя компьютер, лазерный дальномер, выносной дисплей, светодиодный дисплей. Внутри оптический прицел и клавиатура с 25 кнопками. После нажатия кнопки дальномера на удлинителе система автоматически облучает цель и производит баллистические расчёты. Оператор может вводить дополнительную информацию, такую как скорость цели, направление, боковой ветер, температура и высота над уровнем моря, с помощью клавиатуры. После расчёта упреждения движущейся цели компьютер выставит световое пятно в оптический прицел наводчика. Затем солдат использует световое пятно в качестве перекрестия, чтобы гарантировать попадание. Этот механизм сокращает время реакции и обеспечивает повышенную точность. Данная СУО прошла две модернизации: Тип 00 и Тип 01. Тип 00 имеет обновлённые прицельные сетки. Система управления огнем Тип 01 отличается меньшим блоком управления огнём с новым баллистическим вычислителем, новым дальномером и изменённой раскладкой клавиатуры с 12 кнопками.
Система управления огнем PF-98А оснащена новым лазерным дальномером, блоком расчёта скорости и баллистическим вычислителем. СУО Type 98A автоматически отслеживает цель и рассчитывает вспомогательное световое пятно прицеливания на основе дальности, скорости цели, выбранного типа боеприпасов, температуры и высоты. В конце 2018 года на учениях НОАК было видно новую комплексную СУО. Новая система управления огнем оснащена прицелом ночного видения сверху, а клавиатура перенесена влево. Новая СУО способна программировать боеприпасы на атаку сверху.
| Имя                 | Введение | Описание |
| ------------------- | -------- | --- |
| Тип 98              | 1998 год | Оригинальная система управления огнем. |
| Тип 00              | 2000 г.  | Улучшенная СУО Тип 98 с изменённой сеткой. |
| Тип 01              | 2001 г.  | Улучшенная СУО Тип 00 с переработанной клавиатурой, новым дальномером, новым баллистическим вычислителем и меньшим размером.                                                    |
| Тип 98А             | 2006 г.  | Усовершенствованная СУО Тип 01 с новым баллистическим вычислителем, новой батареей, новым дальномером, блоком измерения скорости цели и функцией автоматического сопровождения. |
| Интегрированная СУО | 2018 год | Усовершенствованная СУО PF-98А со встроенным прибором ночного видения и функцией программирования взрыва.                                                                       |

#### Оптические прицелы
Ротный вариант PF-98 оснащён телескопическим оптическим прицелом Y/MK/PF-98(L)-120 (4x). Внутри прицела световое пятно вверху будет мигать каждую секунду/полсекунды, помогая стрелку вести расчёт. Прицел имеет те же дальномерные метки и сетки, что на PF-89.
И ротная, и батальонная версия PF-98 имеют специальный прицел ночного видения, причём батальонная версия имеет большую дальность действия. Для PF-98A, ротной и батальонной версии больше нет разных прицелов ночного видения. Время работы от аккумулятора для ночного видения увеличено с 7 часов на PF-98 до 40 часов на PF-98A. Вес прицела также уменьшен с 2,85 кг до 1,2 кг.

### Боеприпасы
Кумулятивный боеприпас (военное обозначение DZP-98), оснащён тандемной боевой частью и взрывателем с электронным таймером. Способен пробить около 800 мм динамическуой защиты основного боевого танка, при максимальной эффективной дальности 800 м. Максимальная дальность полёта — 2000 м. Весят 8,03 кг. Боеприпас PF-98A изготовлен из лёгкого материала, что позволило снизить вес до 7,91 кг. Корпус бустерного заряда оснащён небольшим тормозным парашютом для уменьшения дистанции полёта и повышения безопасности в зоне реактивной струи.
Многоцелевой осколочно-фугасный боеприпас (военное обозначение DZY-98) имеет боевую часть с 2000 стальными шариками и циркониевым зажигательным материалом. Способен пробить 400 мм брони и разорваться внутри бронетехники, либо разорваться, поражая живую силу в радиусе 25 м от места взрыва. Максимальная дальность составляет от 1800 до 2000 м с системой управления огнём или 800 м с дневным прицелом. Весит 7,6 кг. Боеприпас PF-98A изготовлен из лёгкого материала, что позволило снизить вес до 7,42 кг. Остальные технические характеристики остаются прежними.
Термобарический боеприпас, (военное обозначение DZT-98), оснащён термобарической боевой частью, способной поражать цели в радиусе 90 м3. Максимальная дальность составляет от 1800 до 2000 м с СУО или 800 м с дневным прицелом. Боеприпас PF-98A98A остался прежним.
Противобункерный боеприпас (военное обозначение DZD-98A), разработан для PF-98A. Может пробить около 100 мм катанной гомогенной брони при 60 градусов или 800 мм бетона C35. Максимальная дальность составляет от 1800 до 2000 м с СУО или 800 м с дневным прицелом.

## Варианты
PF-98
Версии для батальонов и рот.
PF-98A
Облегчённая версия с улучшенной системой управления огнём, прицелом ночного видения и треногой.

## Операторы
- Бангладеш[10]
  - Сухопутные войска Бангладеш
- Камерун
  - Вооружённые силы Камеруна
- Китай
  - Сухопутные войска НОАК
- Индонезия
- Зимбабве[11]